# Leonberg (Baviera)
Leonberg è un comune tedesco di 1 031 abitanti, situato nel land della Baviera.